# Noorderkerk (Drachten)
De Noorderkerk is een voormalig kerkgebouw in Drachten in de Nederlandse provincie Friesland.

## Beschrijving
De gereformeerde kerk werd in 1844 gebouwd. Het orgel werd in 1978 gemaakt door Pels & Van Leeuwen. Hierbij werd gebruikgemaakt van het voormalige orgel van J. Reil (1949) en de orgelkast van L. van Dam en Zonen (1845) uit de Evangelisch-Lutherse kerk van Harlingen. Het orgel werd in 1997 door Bakker & Timmenga overgeplaatst naar de nieuwe kerk De Oase in Drachten. Het kerkgebouw werd in 1998 gesloopt.

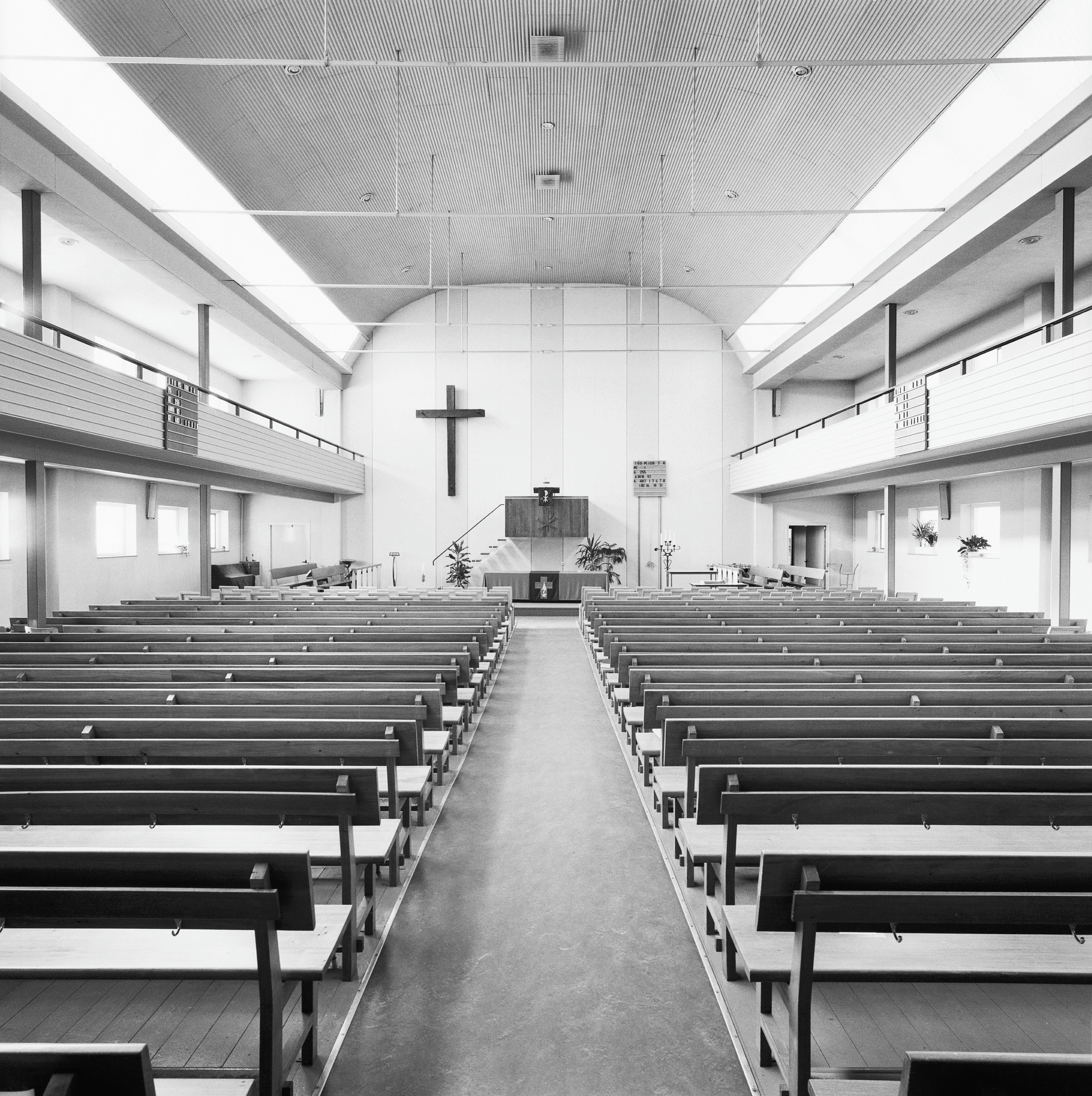
Interieur met preekstoel (1994)
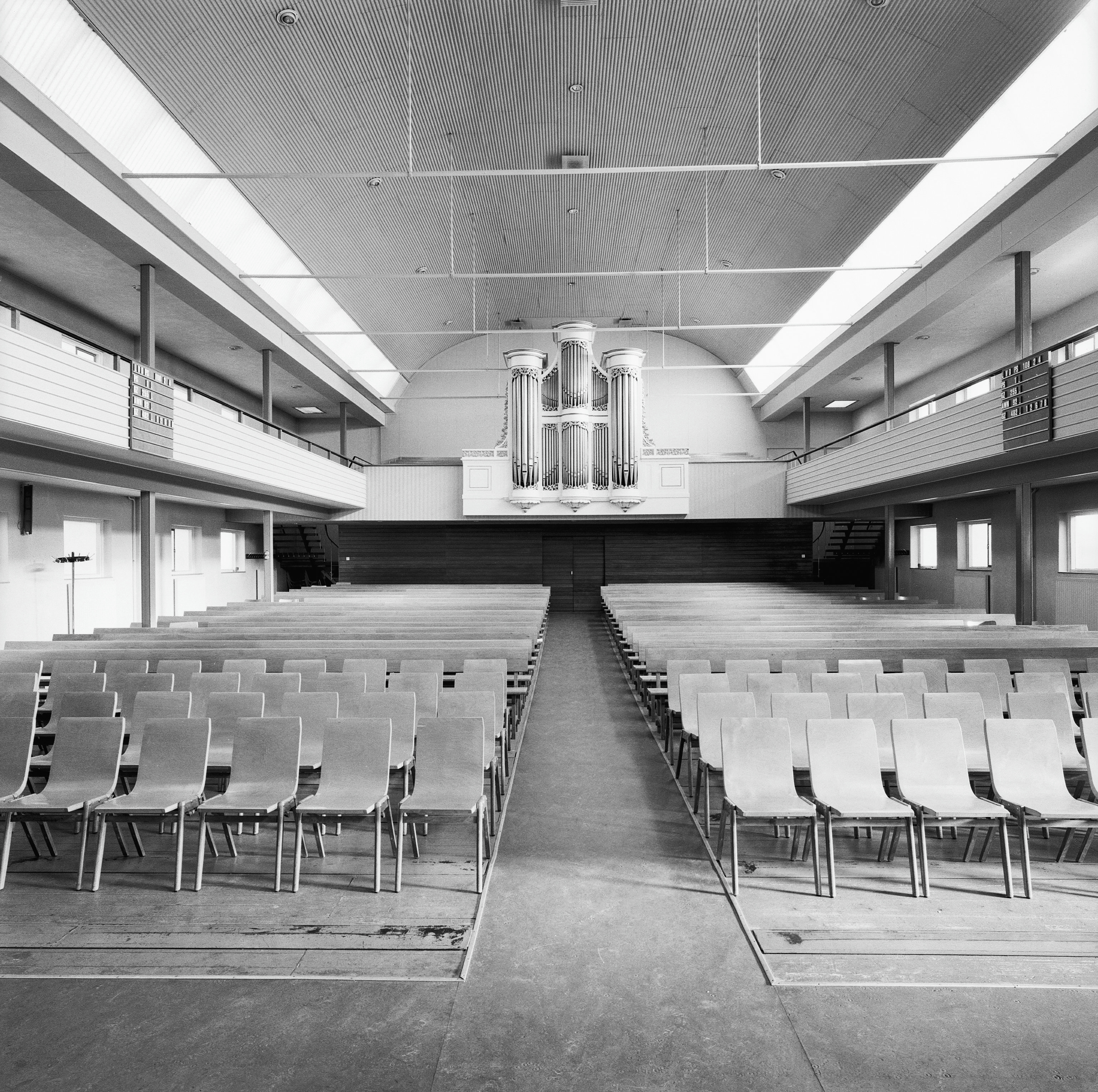
Interieur met orgel